# Ribera (Italie)
Pour les articles homonymes, voir Ribera.
Ribera est une commune italienne de la province d'Agrigente, dans la région Sicile.

## Culture
- Le castello di Poggiodiana

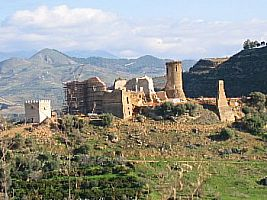
Castello di Poggiodiana.

## Administration
| Période                                  | Période | Identité | Étiquette | Qualité |
| ---------------------------------------- | ------- | -------- | --------- | ------- |
|                                          |         |          |           |         |
| Les données manquantes sont à compléter. |         |          |           |         |

### Hameaux
Seccagrande, Borgo Bonsignore

### Communes limitrophes
Bivona, Calamonaci, Caltabellotta, Cattolica Eraclea, Cianciana, Sciacca